# Carl Bildt
Baron Nils Daniel Carl Bildt, KCMG (sinh ngày 15 tháng 7 năm 1949) là một chính trị gia và nhà ngoại giao Thụy Điển từng là Thủ tướng Thụy Điển giai đoạn từ 1991-1994. Ông là lãnh đạo của Đảng Ôn hòa tự do bảo thủ 1986-1999. Ông là ngoại trưởng Thụy Điển từ 2/10/2006. Ông là nhà hòa giải trong chiến tranh Nam Tư với vai trò là Đặc phái viên của Liên minh châu Âu tại Nam Tư cũ từ tháng 6 năm 1995, đồng chủ tịch của Hội nghị Hòa bình Dayton trong tháng 11 năm 1995 và Đại diện cấp cao cho Bosnia và Herzegovina từ tháng 12 năm 1995 đến tháng 6 năm 1997, ngay sau khi cuộc chiến tranh Bosnia. Từ năm 1999 đến 2001, ông làm phái viên đặc biệt của Tổng thư ký Liên Hợp Quốc của cho khu vực Balkan. Ông theo học Đại học Stockholm nhưng không tốt nghiệp.